# Naturmorgon
Naturmorgon är ett program i Sveriges Radio P1, med huvudredaktion i Växjö. Det började sändas den 15 september 1990 och har därefter kunnat höras varje lördagsmorgon. Programmet är direktsänt med en blandning av fakta och naturupplevelser. Oftast medverkar en fältreporter, som sänder direkt från en naturlokal. Detta varvas med reportage från Sverige och andra länder, experter och lyssnare som medverkar per telefon, samt krönikörer som kallas kråkvinklare. Programmet har runt 300 000 lyssnare varje vecka.

## Medverkande
Naturmorgons signatur är gjord av Håkan Malmberg, ljudtekniker på Sveriges Radio, och består förutom av musiken av olika djurläten. Janne Lundvall var producent när programmet startade 1990. 
Redaktionen består av Jenny Berntson Djurvall, Lisa Henkow, Helena Söderlundh, Joacim Lindwall och Mats Ottosson, varav Helena Söderlundh är programmets producent och Jenny Berntson Djurvall och Mats Ottosson numera (2020) är programledare. Lisa Henkow och Joacim Lindwall är fältreportrar. Andra regelbundet medverkande fältreportrar är Lena Näslund, Thomas Öberg, Anneli Megner Arn, Martin Emtenäs och Maria Viklands. Bland personer som tidigare medverkat i Naturmorgon märks Jan Danielson, Anders Börjeson, Lena Liljeborg och Lasse Willén.
Då och då medverkar en expertpanel som besvarar lyssnarnas frågor. Panelen består av Susanne Åkesson, professor i zooekologi vid Lunds universitet, entomologen Mikael Sörensson samt Lennart Engstrand, botanist och före detta föreståndare för Botaniska trädgården i Lund. Lund är också platsern för de återkommande panelsändningarna.
"Kråkvinkeln" är ett av inslagen i programmet. Det är Naturmorgons egna krönikeform och görs både av redaktionens egna medarbetare och fristående kråkvinklare. Regelbundet medverkande kråkvinklare är Zinat Pirzadeh, Staffan Lindberg, Tomas Bannerhed, Maria Westerberg och Tina-Marie Qwiberg.
Varje vecka kan lyssnare delta i tävlingen "Naturfrågan". Denna handlar om att lösa en gåta som har med naturen att göra på något sätt.

## Milstolpar
Hösten 2009 sände Naturmorgon sitt 1002:a program. Man slog därmed Nils Dahlbecks gamla rekord med det tidigare programmet Naturen och vi. 
År 2015 firades 25-årsjubileum med huvudsändning från Falsterbo och direktsändning från ytterligare sju platser i Sverige, med Kurravaara som den nordligaste. Jubileet firades även genom utgivningen av boken Kråkguld, med undertiteln Röster från Naturmorgon. Titeln anspelar på "Kråkvinkeln" och innehåller "ett digert urval guldvinklar".
Via en interaktiv karta går det att se alla platser som Naturmorgon sänt eller spelat in ifrån – från och med september 2015. Det går att direkt i kartan lyssna på ljudklipp från respektive plats.